# Osiek Jasielski (gmina)
Osiek Jasielski – gmina wiejska w województwie podkarpackim, w powiecie jasielskim. W latach 1975–1998 gmina położona była w województwie krośnieńskim.
Siedziba gminy to Osiek Jasielski.
Według danych z 31 grudnia 2011 gminę zamieszkiwało 5410 osób.

## Struktura powierzchni
Według danych z roku 2002 gmina Osiek Jasielski ma obszar 60,47 km², w tym:
- użytki rolne: 61%
- użytki leśne: 28%

Gmina stanowi 7,28% powierzchni powiatu.

## Demografia

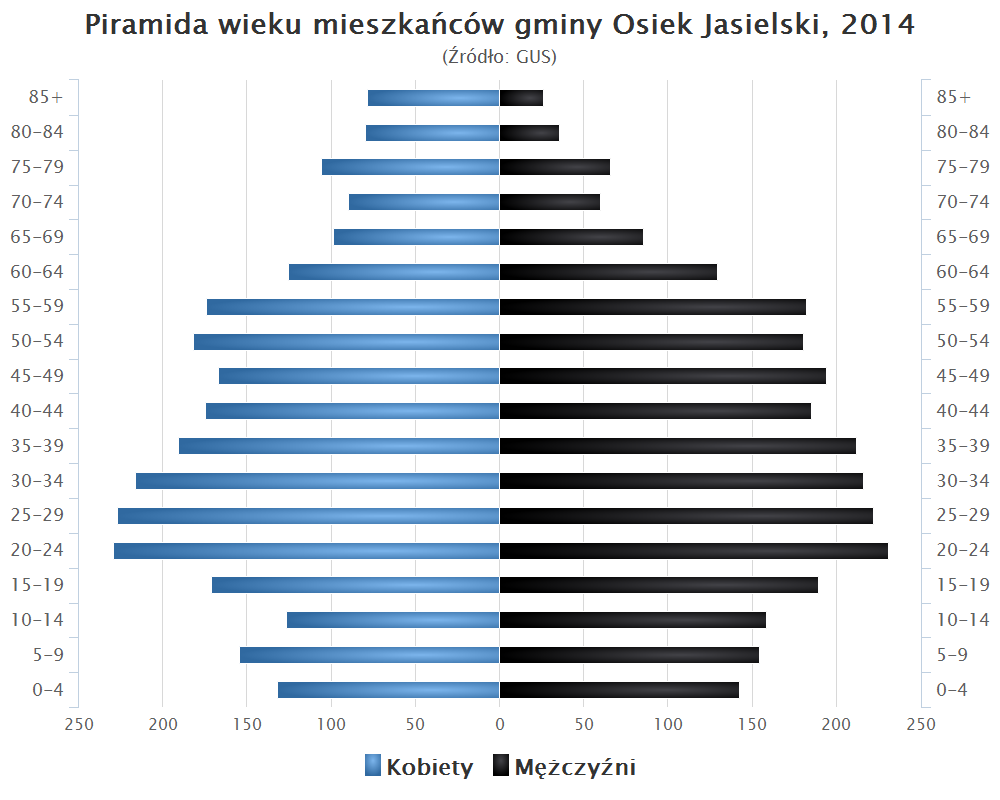
Piramida wieku mieszkańców gminy Osiek Jasielski w 2014 roku

Dane z 31 grudnia 2011:
| Opis                              | Ogółem | Ogółem | Kobiety | Kobiety | Mężczyźni | Mężczyźni |
| --------------------------------- | ------ | ------ | ------- | ------- | --------- | --------- |
| jednostka                         | osób   | %      | osób    | %       | osób      | %         |
| populacja                         | 5410   | 100    | 2724    | 50,3    | 2686      | 49,7      |
| gęstość zaludnienia (mieszk./km²) | 89,2   | 89,2   | 44,8    | 44,8    | 44,4      | 44,4      |

## Sołectwa
Czekaj, Mrukowa, Osiek Jasielski, Pielgrzymka, Samoklęski, Świerchowa, Załęże, Zawadka Osiecka.

## Sąsiednie gminy
Dębowiec, Krempna, Nowy Żmigród